# Trichotosia pulvinata
Trichotosia pulvinata är en orkidéart som först beskrevs av John Lindley, och fick sitt nu gällande namn av Friedrich Fritz Wilhelm Ludwig Kraenzlin. Trichotosia pulvinata ingår i släktet Trichotosia och familjen orkidéer. Inga underarter finns listade i Catalogue of Life.